# أحمد بن سعيد البوسعيدي
أحمد بن سعيد البوسعيدي الزهراني (20 مارس 1694 - 15 ديسيمبر 1783)  قائد عسكري وسياسي عماني، يعتبر المؤسس لأسرة آل بو سعيد التي تنتمي إلى قبيلة زهران وهي العائلة الحاكمة في سلطنة عمان.

## مولده ونشأته
هو أحمد بن سعيد بن أحمد بن محمد بن عبد المجيد بن سعيد بن مبارك البوسعيدي، يعود نسبة إلى القائد العماني خلف بن أبي سعيد الهنائي. ولد بتاريخ 20 مارس 1694م، في حي الجامع بولاية أدم في محافظة الداخلية. بدأ حياته راعيا للإبل ثم انتقل إلى التجارة حتى أصبح تاجراً معروفاً.

## حياته السياسية والعسكرية
قام سيف بن سلطان بتعين أحمد بن سعيد والي على «صحار»، ثم جعله سيف دولته، وفوض إليه الأمور كلها. وعندما صارت القيادة إلى سلطان بن مرشد استقر أحمد في صحار، ثم مات سلطان بن مرشد عنده في صحار سنة 1743 أثناء حربه مع الفرس وكانوا قد توغلوا في الديار العمانية، فقام أحمد بمقاتلة العجم وأجلاهم عن «عُمان» وقَتلَ كثيرًا منهم بمكيدة صنعها لهم، فخضعت له البلاد، وأحبه أهلها فانتقل إليه ملك اليعاربة.
البرج الحديث، في قلعة الرستاق، بني في عهد الإمام أحمد بن سعيد، ويبلغ ارتفاعه 11 مترا ونصف المتر، وعليه ثمانون مثلثا تجميليًا.
بعد مدة إنقلب علماء وأمراء اليعاربة على سيف بن سلطان، وبايعوا بلعرب بن حمير، فإضطر سيف إلى الاستعانة بالفرس. بقي أحمد بن سعيد في حصنه محايدًا إلى أن وصلت له قوات الفرس، حيث قاموا بقصف الحصن بالمدافع إلا أنه تمكن من الصمود إلى أن رحلت قوات الفرس، فقام البوسعيدي بالسيطرة على بركاء وولى عليها خلفان بن محمد السعيدي، وانسحب إلى صحار.
بيت النعمان، في ولاية بركاء، بمنطقة الباطنة. بناه الإمام سيف بن سلطان اليعربي. واتخذ الإمام أحمد بن سعيد البوسعيدي بيت النعمان استراحة له إثناء رحلاته.
في يوم السبت الموافق 8 ديسمبر 1753، قام بالتوجه إلى نزوى حيث قتل الإمام بلعرب بن حمير ومحمد بن ناصر الغافري وقتل معهم خلقًا كثيرًا. عندها قام حبيب بن سالم البوسعيدي بالمناداة به إماما خلفا لبلعرب، وأصبح مسيطرا على معظم منطقة عمان.
قام ببناء قوة بحرية ضخمة، ووضع ابنه هلال قائدًا لها، وتمكن من السيطرة على ميناء الفاو العراقي، وأجبر العثمانيين على دفع رسوم حماية على سفنهم في الخليج.

## عهد السيد سلطان بن أحمد بن سعيد (1792 – 1804م)
عندما تولى السيد سلطان بن أحمد السلطة في مسقط عام 1792م بعد وفاة ابن اخيه السيد حمد بن سعيد كان أخوه الإمام سعيد بن أحمد لا يزال قائما بالإمامة في الرستاق حتى وفاته عام 1821م ولكن السلطة الفعلية كانت في يد السيد سلطان بن أحمد حيث انتقل الحكم الفعلي من الرستاق في الداخل إلى مسقط على الساحل وأصبح لحكومة مسقط منذ ذلك الوقت مجال كبير في علاقتها مع الدول الأجنبية حيث اتخذها مقرا وعاصمة لإدارة شؤون البلاد.
عمل السيد سلطان بن أحمد بن سعيد على استتباب الأمن والنظام في عمان بعد ان استولى على القلاع والحصون وأخضعها لسيطرته، وبعد ان استتب الأمن في البلاد وجه اهتمامه إلى الخارج بفتح أقاليم جديدة ولحماية حدود عمان من الغزو الأجنبي.

## تدعيم النفوذ العماني في منطقة الخليج العربي
رأى السيد سلطان انه صاحب الحق في تأمين الملاحة في منطقة الخليج العربي والمحافظة على الأمن فيها وذلك لتأمين بلاده من الغزو لا سيما وان سلطنة عمان تشرف على سواحل طويلة تمتد ألاف الكيلومترات ولديها أسطول ضخم يعزز من مقدرتها العسكرية.
وفي عام 1798م سيطر السيد سلطان على الموقف في المنطقة بأسرها لا سيما بعد صدور مرسوم من الحكومة الفارسية أجاز ضم ميناء «بندر عباس» و«جوادر» و«شهبار» إلى حكومة السيد سلطان بن أحمد الذي اخضع جزيرتي «قشم» و«هرمز» ووضع فيها الحاميات العمانية لتأمين السفن التجارية المارة بمضيق هرمز من وإلى الخليج العربي.
ونتيجة للعلاقات الطيبة بين السيد سلطان والحكومة الفارسية، قام القواسم بأعمال سلب ونهب للسفن العمانية المارة في منطقة الخليج العربي وغيرها من السفن التجارية الأخرى. ففي عام 1800م شن السيد سلطان عدة حملات ضد من يقومون بالقرصنة البحرية في الخليج العربي فتمكن من تطهير المنطقة.

## علاقته ببريطانيا
كانت لفرنسا وهولندا وبريطانيا مصالح تجارية في بحار الشرق لا سيما في بحر العرب والخليج العربي، وكانت كل من هذه الدول تتودد إلى حكومة مسقط املآ في الوصول إلى اتفاق معها لحماية سفنها واتخاذ مسقط مركزا للحفاظ على المصالح التجارية لتلك الدول.
وبعد دراسة الموقف بجميع جوانبه وأبعاده. فقد أتخذ السيد سلطان موقفا وسطا لا سيما بين فرنسا وبريطانيا حتى تبقى عمان بعيدة عن المخاطر والصراعات الدولية التي كانت تهدد العالم في ذلك الوقت.

## أبناء احمد بن سعيد الذكور
1. هلال
2. سعيد
3. قيس
4. سيف
5. سلطان[7]

## وفاته
توفي الامام احمد بن سعيد البوسعيدي في ولاية الرستاق في عمر ال 89 سنة في 15 ديسمبر 1783م

## الهوامش
1. ↑   https://www.omaninfo.om/module.php?m=pages-showpage&CatID=161&ID=780. {{استشهاد ويب}}: |url= بحاجة لعنوان (مساعدة) والوسيط |title= غير موجود أو فارغ (من ويكي بيانات) (مساعدة)
2. ↑  Team، FictionX. "أئمة وسلاطين الأسرة البوسعيدية". البوابة الإعلامية -وزارة الإعلام - سلطنة عمان. مؤرشف من الأصل في 2021-04-22. اطلع عليه بتاريخ 2021-05-07.
3. ↑  سالم السيابي؛ إبراهيم بن سعيد العبري (1964)، إسعاف الأعيان في أنساب أهل عمان، تحقيق: محمد سعيد الطنطاوي، بيروت: المكتب الإسلامي، ج. 1، ص. 97، QID:Q121076208 – عبر المكتبة الشاملة
4. ↑  سرحان الإزكوي. كشف الغمة الجامع لأخبار الامة (ط. 2). دار الكتب العلمية. ص. 833.
5. ↑  ابن حزم. جمهرة أنساب العرب (ط. 5). دار المعارف. ص. 379.
6. ↑  سالم السيابي. إسعاف الأعيان في أنساب اهل عمان. ص. 91.
7. ↑  كيلي (1965). ص 22
8. ↑  أولاد سعيد، احمد (2016). "الإجماعات السكوتية الصادرة عن عمر بن الخطاب: قراءة في حجيتها وأثرها في المذاهب الإسلامية "نماذج"". مجلة آفاق للعلوم: 263. DOI:10.37167/1677-000-005-025. مؤرشف من الأصل في 2024-10-07.